# Mechanitis lanei
Mechanitis lanei är en fjärilsart som beskrevs av Fox 1967. Mechanitis lanei ingår i släktet Mechanitis och familjen praktfjärilar. Inga underarter finns listade i Catalogue of Life.